# Théodore Pescatore
Théodore Pescatore (6 de febrer de 1802 - 23 d'agost de 1878) va ser un polític i empresari luxemburguès. Un dels més importants liberals al segle xix, va ser president de l'Assemblea Constituent que va redactar la Constitució de Luxemburg en 1848. Més tard va ocupar el càrrec de President de la Cambra de Diputats per dos anys.

## Biografia
Pescatore va estudiar dret a la Universitat de Lieja, però, en lloc de seguir la carrera de dret, Pescatore va assistir a una acadèmia militar al Països Baixos, i, en tornar a Luxemburg, en 1827, va ser reclutat com a tinent a la ciutat de Luxemburg. Tanmateix, després de tres anys, el seu anti orangisme i les seves simpaties polítiques pro- belgues el van obligar a abandonar la carrera militar. Es va associar amb els seus cosins per establir una fàbrica de ceràmica a Eich, on el seu germà va ser alcalde. Després de set anys, es van fusionar a la Société d'industrie luxembourgeoise.
El 1841, va ser nomenat membre de la «Comissió de Nine» a la Haia que va aconsellar el Rei-Gran Duc de Luxemburg, inclosa la redacció d'una constitució.] Des del 30 d'octubre de 1841, va ser membre de l'Assemblea d'Estats per a Mersch, i va entrar a la Comissió de Govern en el marc del governador, Gaspard-Théodore-Ignace de la Fontaine. Pescatore va ser acusat de negociar un tractat sobre les condicions d'afiliació a la d'Unió Duanera del Nord d'Alemanya, en lloc d'FHW de Scherff, qui havia caigut malalt.
Va ser escollit el 1848 per formar part de l'Assemblea Constituent, representant el cantó de Luxemburg. Nomenat el primer president de l'Assemblea Constituent, va advocar per la participació amb el Parlament de Frankfurt. A les eleccions a la primera Cambra de Diputats després de la promulgació de la constitució, Pescatore es va presentar per al cantó de Luxemburg, i es va trobar en una posició única per formar part com a líder de les llistes electorals dels tres partits. Malgrat haver estat en el govern abans de 1848, no va mostrar gens d'interès a tornar després, i es va mantenir com a diputat, sent escollit Vicepresident de la Cambra el 1852, amb Charles Metz com a President. Amb la mort de Metz l'any següent, Pescatore es va convertir en el nou president de la Cambra, mentre que el govern de Jean-Jacques Willmar va ser substituït per Charles-Mathias Simons.
Amb la mort d'Auguste Metz el 1855, i la posterior retirada de Charles Metz, els radicals que formaven la base de suport de Pescatore van decaure, i va ser reemplaçat com a president de la Cambra per Víctor de Tornaco. Va decidir també de renunciar com a diputat, però va tornar quan va ser reelegit al capdavant de la llista dels liberals pel cantó de Luxemburg el 30 de novembre de 1857. Va tornar com a president de la Cambra, que va ser elegit per 21 vots a favor i 3 en contra. Va sostenir aquest càrrec fins al 1866, quan es va retirar com a president, i finalment com a diputat el 1869.
Pescatore va morir el 23 d'agost 1878 després d'una llarga malaltia.